# Rosalind Chao
Rosalind Chao (Los Angeles, 23 settembre 1957) è un'attrice statunitense nota per l'interpretazione del personaggio di Keiko O'Brien in varie serie della franchise Star Trek.

## Biografia
Dal 1989 è sposata con l'attore Simon Templeman con cui ha avuto due figli: Roland e Isabelle.

## Filmografia parziale

### Cinema
- Chi tocca il giallo muore (The Big Brawl), regia di Robert Clouse (1980)
- Triade chiama Canale 6 (An Eye for an Eye), regia di Steve Carver (1981)
- L'Uomo Ragno sfida il Drago (Spider-Man: The Dragon's Challenge), regia di Don McDougall (1981)
- La sporca guerra (White Ghost), regia di BJ Davis (1988)
- Avventure di un uomo invisibile (Memoirs of an Invisible Man), regia di John Carpenter (1992)
- Il circolo della fortuna e della felicità (The Joy Luck Club), regia di Wayne Wang (1993)
- Love Affair - Un grande amore (Love Affair), regia di Glenn Gordon Caron (1994)
- Crimini invisibili (The End of Violence), regia di Wim Wenders (1997)
- Al di là dei sogni (What Dreams May Come), regia di Vincent Ward (1998)
- Mi chiamo Sam (I Am Sam), regia di Jessie Nelson (2001)
- L'ultimo gigolò (The Man from Elysian Fields), regia di George Hickenlooper (2001)
- Quel pazzo venerdì (Freaky Friday), regia di Mark Waters (2004)
- Life of the Party, regia di Barra Grant (2005)
- Se solo fosse vero (Just Like Heaven), regia di Mark Waters (2005)
- Nanking, regia di Bill Guttentag e Dan Sturman (2007)
- Panama Papers (The Laundromat), regia di Steven Soderbergh (2019)
- Mulan, regia di Niki Caro (2020)
- Shang-Chi e la leggenda dei Dieci Anelli (Shang-Chi and the Legend of the Ten Rings), regia di Destin Daniel Cretton (2021)
- Quel pazzo venerdì, sempre più pazzo (Freakier Friday), regia di Nisha Ganatra (2025)

### Televisione
- Il mio amico Arnold (Diff'rent Strokes) – serie TV, 8 episodi (1981-1983)
- AfterMASH – serie TV, 25 episodi (1983-1984)
- Falcon Crest – serie TV, 4 episodi (1986)
- Miami Vice – serie TV, 2 episodi (1985-1988)
- Star Trek: The Next Generation – serie TV, 8 episodi (1991-1992)
- La signora in giallo (Murder, She Wrote) – serie TV, episodio 12x01 (1995)
- Star Trek: Deep Space Nine – serie TV, 19 episodi (1993-1999)
- E.R. - Medici in prima linea (ER) – serie TV, 1 episodio (1999)
- West Wing - Tutti gli uomini del Presidente (The West Wing) – serie TV, episodio 2x20 (2001)
- Senza traccia (Without a Trace) – serie TV, 1 episodio (2003)
- Detective Monk (Monk) – serie TV, episodio 2x01 (2003)
- 10-8: Officers on Duty – serie TV, 4 episodi (2003-2004)
- La vita secondo Jim (According to Jim) – serie TV, 1 episodio (2005)
- The O.C. – serie TV, 6 episodi (2003-2006)
- Grey's Anatomy – serie TV, episodio 5x10 (2008)
- Non fidarti della str**** dell'interno 23 (Don't Trust the B---- in Apartment 23) – serie TV, 4 episodi (2012)
- Bones – serie TV, episodio 7x12 (2012)
- Intelligence – serie TV, episodio 1x01 (2014)
- Forever – serie TV, episodio 1x06 (2014)
- Castle – serie TV, episodio 7x17 (2015)
- The First Lady – serie TV, 3 episodi (2022)
- Il problema dei 3 corpi (3 Body Problem) – serie TV, 6 episodi (2024)

## Doppiatrici italiane
Nelle versioni in italiano nelle opere in cui ha recitato Rosalind Chao è stata doppiata da:
- Sabrina Duranti in Star Trek: Deep Space Nine (ep. 1x04), E.R. - Medici in prima linea, Detective Monk, The O.C. (ep. 3x25)
- Tiziana Avarista in Quel pazzo venerdì, Non fidarti della str**** dell'interno 23, Quel pazzo venerdì, sempre più pazzo
- Mirta Pepe in The Catch, Il nido dello storno, Il problema dei 3 corpi
- Silvia Tognoloni in Star Trek: The Next Generation, Se solo fosse vero
- Beatrice Margiotti ne La signora in giallo, Castle
- Rossella Izzo in L'Uomo Ragno sfida il Drago
- Silvia Pepitoni ne Il mio amico Arnold
- Cristiana Lionello ne Il circolo della fortuna e della felicità
- Claudia Catani in Star Trek: Deep Space Nine
- Michela Alborghetti in The O.C. (st. 1, ep. 3x02, 3x11)
- Anna Rita Pasanisi in Crimini invisibili
- Orsetta De Rossi in Al di là dei sogni
- Cinzia Massironi in Tre topolini ciechi
- Laura Boccanera in Senza traccia
- Monica Pariante in Law & Order - Criminal Intent
- Anna Cugini in Private Practice
- Nunzia Di Somma in Code Black
- Jun Ichikawa in Panama Papers
- Roberta Paladini in Mulan
- Lilli Manzini in Better Things
- Alessandra Chiari in Sweet Tooth